# ボルダー郡 (コロラド州)
ボルダー郡（ボルダーぐん、英: Boulder County）は、アメリカ合衆国コロラド州の北部に位置する郡である。人口は33万0758人（2020年）。郡庁は郡内最大の都市ボルダーに置かれている。
ボルダー郡の全体はボルダー大都市圏を構成している。都市圏人口では全米第161位の規模である。ボルダー大都市圏とデンバー・オーロラ大都市圏およびグリーリー大都市圏の3つで、デンバー・オーロラ・ボールダー広域都市圏を構成している。

## 歴史
ボルダー郡は1861年11月1日にコロラド準州によって創設された最初の17郡の1つである。郡名はボルダー市およびボルダー・クリークに因んで名付けられており、「ボルダー」とは地域に多い巨礫のことである。ボルダー郡の領域は1861年創設時と基本的に変わらないままだったが、2001年にその南東隅、広さ27.5平方マイル (71.2 km2) がブルームフィールド市郡（人口約56,000人）に分割された。

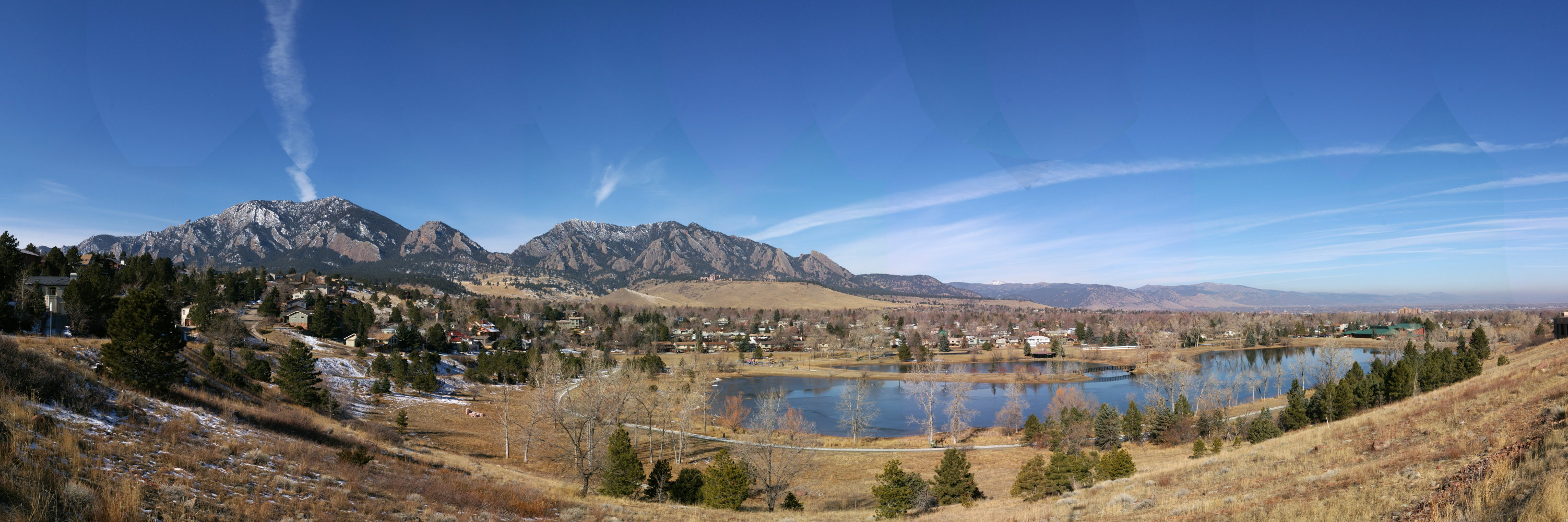
ボルダー市の西にある巨礫と山

2021年12月には、記録的な乾燥状態下で発生した山火事が住宅地へ延焼。少なくとも6.5平方キロが焼失した。

## 地理

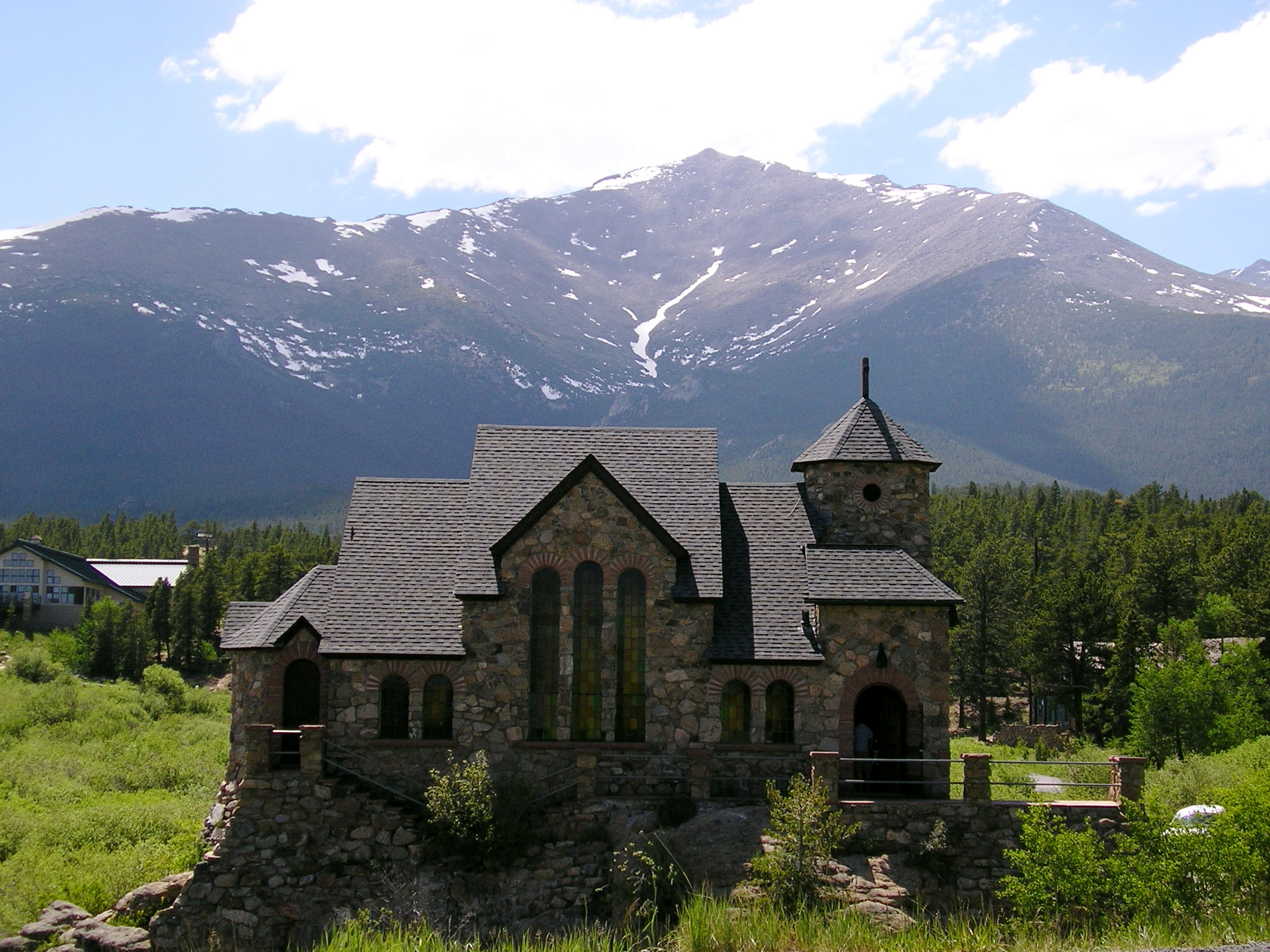
岩の上の礼拝堂、後景はロッキー山脈

アメリカ合衆国国勢調査局に拠れば、郡域全面積は740平方マイル (1,900 km2)であり、このうち陸地は726 平方マイル (1,880 km2)、水域は14平方マイル (36 km2)で水域率は1.9%である。

### 隣接する郡
- ラリマー郡 - 北
- ウェルド郡 - 東
- ブルームフィールド市郡 - 南東
- ジェファーソン郡 - 南
- ギルピン郡 - 南
- グランド郡 - 西

## 人口動態
以下は2000年国勢調査による人口統計データである。
| 基礎データ - 人口: 271,651人 - 世帯数: 114,680 世帯 - 家族数: 68,808 家族 - 人口密度: 151人/km2（392人/mi2） - 住居数: 119,900軒 - 住居密度: 62軒/km2（162軒/mi2） 人種別人口構成 - 白人: 88.54% - アフリカン・アメリカン: 0.88% - ネイティブ・アメリカン: 0.61% - アジア人: 3.06% - 太平洋諸島系: 0.06% - その他の人種: 4.67% - 混血: 2.18% - ヒスパニック・ラテン系: 10.46% 年齢別人口構成 - 18歳未満: 22.9% - 18-24歳: 13.4% - 25-44歳: 33.6% - 45-64歳: 22.3% - 65歳以上: 7.8% - 年齢の中央値: 33歳 - 性比（女性100人あたり男性の人口） - 総人口: 102.2 - 18歳以上: 101.7 | 世帯と家族（対世帯数） - 18歳未満の子供がいる: 30.7% - 結婚・同居している夫婦: 48.9% - 未婚・離婚・死別女性が世帯主: 7.7% - 非家族世帯: 40.0% - 単身世帯: 26.3% - 65歳以上の老人1人暮らし: 5.5% - 平均構成人数 - 世帯: 2.47人 - 家族: 3.03人 収入と家計 - 収入の中央値 - 世帯: 55,861米ドル - 家族: 70,572米ドル - 性別 - 男性: 48,047米ドル - 女性: 32,207米ドル - 人口1人あたり収入: 28,976米ドル - 貧困線以下 - 対人口: 9.5% - 対家族数: 4.6% - 18歳未満: 7.6% - 65歳以上: 5.9% |

## 郡政府
ボルダー郡は3つの地区に分かれており、郡全体で行われる選挙で、それぞれの地区から各1人の郡政委員が選出される。3人の委員が郡政委員会を構成し、その全体で郡を代表している。各委員はそれぞれの地区に住んでいることが必要であり、1期4年の任期を2期まで務めることができる。
郡政委員は常勤の公務員であり、郡政府全体の予算の承認などの任務を行う。また郡の10部局を監督し、日々の運営も見ている。これは他の郡では管理部門の長である郡マネジャーが行っている業務である。
郡政委員の他に、第20司法地区を代表する地区検事など7人の役員が選挙で選ばれている。

## 地方裁判所
一般管轄権のある第一審を行うコロラド州第20司法地区はボルダー郡全体を管轄している。2009年時点で8人の判事がいる。制限付き管轄権（民事）のあるボルダー郡裁判所は5人の判事と6人のマジストレイト（裁判官）で構成されている。
郡内には2つの組み合わされた裁判所がある。
- ボルダー郡公平センターはボルダー市にあり、第20司法地区の本部である。地区検事と郡保安官の事務所がある。郡お評価と拘留の施設である未成年評価センターもある。
- ロングモント市にあるロングモント裁判所は郡裁判所と地区検事事務所の支所として機能している[7]。

## 都市と町
| - ボルダー市 - 郡庁所在地 - ロングモント市 - ラファイエット市 - ルーイスビル市 - エリー町（一部はウェルド郡内） - ジェイムズタウン町 - ライアンズ町 - ニーダーランド町 - シューピアリア町（一部はジェファーソン郡内） - ウォード町 | - アレンズパーク（国勢調査指定地域：CDP） - カリブー（ゴーストタウン） - コールクリーク（CDP、一部はギルピン郡とジェファーソン郡内） - エルドラ（CDP） - エルドラドスプリングス（CDP） - ゴールドヒル（CDP） - ガンバーレル]（CDP） - ハイジーン（CDP） - ニルウォット（CDP） |

## ロッキーマウンテン国立公園

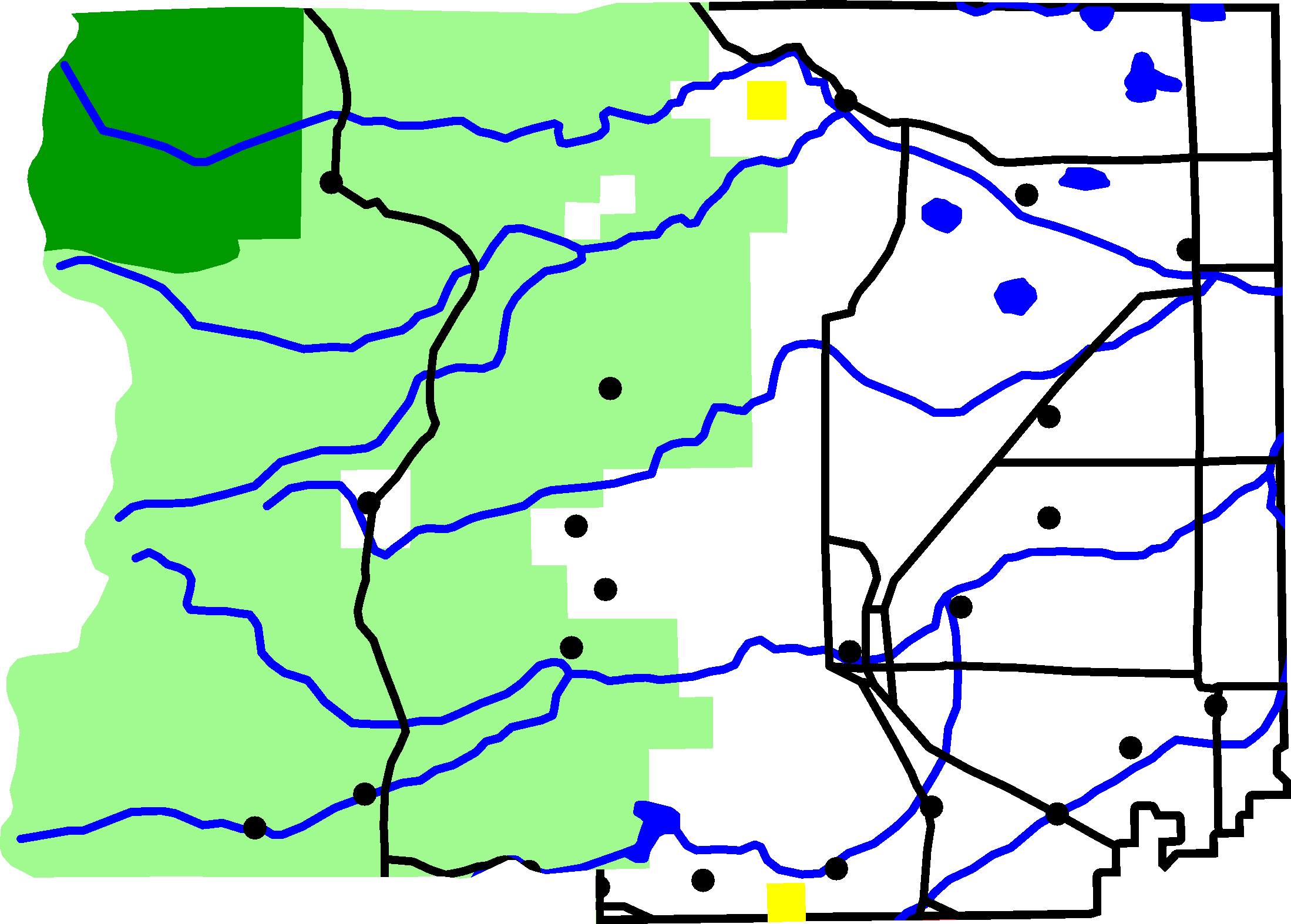
ボルダー郡の地形図、明るい緑はルーズベルト国立の森、深い緑はロッキーマウンテン国立公園、黒線は道路、点は町、青は水域を表す

ロッキーマウンテン国立公園はボルダー郡、ラリマー郡およびグランド郡に跨っている。公園内の最高峰ロングスピーク（標高14,255 フィート (4,345 m)）がボルダー郡内にある。

## 州立公園
- エルドラド・キャニオン州立公園

## 歴史地区
- コロラド・ショートーカ国立歴史地区

## 国有林と原生地
- アラパホ国立の森
- ルーズベルト国立の森
- インディアンピークス原生地
- ジェイムズピーク原生地

## 景観道路
- 大陸分水界国立景観トレイル
- ピーク・トゥ・ピーク景観歴史側道